# Kintraw
Kintraw ist ein multipler Fundplatz vorzeitlicher Monumente am Nordrand des Kilmartin-Valley in Argyll and Bute im Westen von Schottland. Er liegt neben der A816 auf einer Terrasse an der Mündung des Kintraw Burn, etwa 200 m südöstlich der Kintraw Farm, in Sichtweite der Meeresbucht Loch Craignish.
Die Denkmäler bestehen aus zwei Rundcairns, einer vorgeschichtlichen Einhegung und einem Menhir (englisch Standing Stone). Die Steinhügel wurden 1959–60 ausgegraben. Nachdem der Menhir umgefallen war, wurde 1979 seine Fundamentierung untersucht.

## Der Menhir
Zwischen den Steinhügeln steht ein etwa vier Meter hoher Menhir von rechteckigem Querschnitt. Die Ausgrabung seines Standloches zeigte, dass der Stein einen Meter unter der Oberfläche gesetzt wurde. Der Stein ist wieder aufgestellt und fundamentiert worden, wobei seine ursprüngliche Achsausrichtung nicht eingehalten wurde.

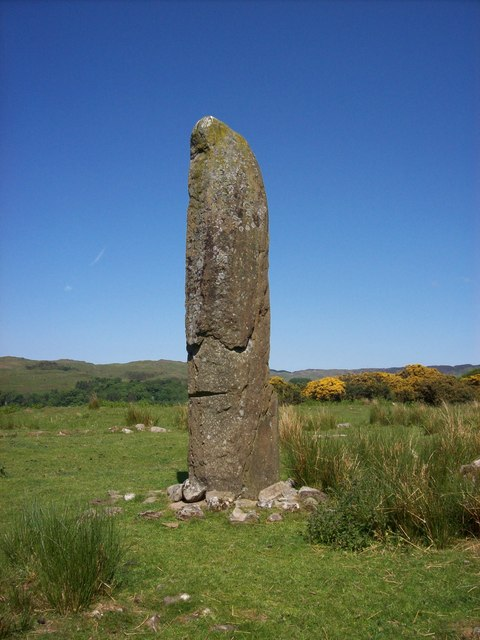
Standing Stone von Kintraw

## Der große Hügel
Der größere Cairn, der nach der Ausgrabung restauriert wurde, hat 15,5 m Durchmesser und stand bis zu einer Höhe 2,6 m an. Er war von großen Randsteinen gefasst, die auf der alten Oberfläche ruhten und in der Größe gestaffelt waren. Der größte lag im Westen. Im Südwesten bildeten drei Randsteine ein Objekt, das einem falschen Portal ähnelt. Die beiden etwa 1,3 m hohen vorspringenden Pfosten des Portals waren rechtwinklig zum Rand des Kreises angeordnet und werden von Randsteinen ähnlicher Abmessung flankiert. Die drei Steine des Portals standen in etwa 0,45 m tiefen Löchern. Der Raum zwischen den vorspringenden Pfosten war mit Schichten von Holzkohle und kleinen Steinen angefüllt. 2,5 m davor befindet sich ein großer Stein der mit seiner Breitseite auf der alten Oberfläche liegt.
Der Hügel war aus Steinen errichtet, wobei sich die größeren Formate unten befanden. Das Überwiegen von Quarz am Rand, deutet der Ausgräber als Rest einer weißen Deckschicht des Steinhügels. Das einzige Begräbnis unter dem Steinhügel lag in einer Steinkiste, in der Nähe des Randes im Nordwesten. Es enthielt Leichenbrand und Holzkohle. Die Funde bestehen neben den Zähnen von Rindern und Schafen oder Ziegen, sowie Muschelschalen aus sechs kannelierten Perlen und einer Bronzeschnalle, die auf der Oberfläche des Hügels deponiert worden waren und zwischen die Steine gelangten. Im Zentrum des Hügels hat sich ein Pfosten unbekannter Funktion befunden, der sich offenbar von der alten Oberfläche ausgehend, durch das Hügelmaterial bis zu einer Höhe von mindestens einem Meter über der Hügeloberfläche erhob.

## Der kleine Hügel
Der Rest eines kreisförmigen Steinhügels von etwa 7,3 m Durchmesser, der früher bis zu einer Höhe 0,46 m anstand, liegt etwa 8,5 m südwestlich des größeren. Nur drei Randsteine befanden sich in situ. Der einzige Inhalt war eine kleine Steinkiste von 0,2 m², die an einen der Randsteine gebaut war. Darin wurden Bruchstücke von Holzkohle gefunden. Nach der Ausgrabung wurde der Steinhügel nur teilweise wieder aufgefüllt.

## Die Einhegung
Der geringe Rest einer runden Einhegung von 17,0 m Durchmesser liegt nordwestlich der übrigen Denkmäler. Der niedrige Wall aus Erde und Stein hat bis zu zwei Metern Breite. Datum und Zweck sind unsicher. Alle Denkmäler sind auf einer Zeichnung von Edward Lhuyd (1660–1709) von etwa 1699 zu sehen und es ist klar, dass die Einhegung damals bereits als alt betrachtet wurde. Die alte Zeichnung zeigt auch eine runde Steinsetzung, innerhalb der Einhegung. Von den vier Steinen ist keiner erhalten.
In der Nähe liegt die Steinkiste Dunan Aula.